# Lijst van beschermd erfgoed in Nandrin
Onderstaande tabel geeft een overzicht van de beschermde erfgoederen in de gemeente Nandrin. Het beschermd erfgoed maakt deel uit van het cultureel erfgoed in België.
| Object | Bouwjaar/architect | Deelgemeente      | Adres                                                                                | Coördinaten                   | Nummer?                | Afbeelding |
| --- | ------------------ | ----------------- | ------------------------------------------------------------------------------------ | ----------------------------- | ---------------------- | --- |
| Kapel van kasteel van Fraineux, de toegangshelling en de muur van het park en het ensemble van de kapel en de omliggende gronden                  |                    | Fraineux          | Nandrin                                                                              | 50° 30' 51" NB, 5° 23' 52" OL | 61043-CLT-0001-01 Info | Kapel van kasteel van Fraineux, de toegangshelling en de muur van het park en het ensemble van de kapel en de omliggende gronden                  |
| Pastorie van Saint-Séverin |                    | Saint-Séverin     | Place F. Gonda n° 17                                                                 | 50° 31' 47" NB, 5° 24' 45" OL | 61043-CLT-0002-01 Info | |
| Kerk Saints-Pierre-et-Paul |                    | Saint-Séverin     |                                                                                      | 50° 31' 48" NB, 5° 24' 45" OL | 61043-CLT-0003-01 Info | Kerk Saints-Pierre-et-Paul |
| Oude begraafplaats en omgeving van de kerk Saints-Pierre-et-Paul                                                                                  |                    | Saint-Séverin     |                                                                                      | 50° 31' 48" NB, 5° 24' 39" OL | 61043-CLT-0004-01 Info | Oude begraafplaats en omgeving van de kerk Saints-Pierre-et-Paul                                                                                  |
| Kerk St Pierre |                    | Villers-Le-Temple |                                                                                      | 50° 30' 30" NB, 5° 22' 14" OL | 61043-CLT-0005-01 Info | Kerk St Pierre |
| Oude commanderie van de Tempelorde: muren, torens, ruïnes van het huis                                                                            |                    | Villers-Le-Temple | rue Joseph Pierco, n°s 35-36                                                         | 50° 30' 28" NB, 5° 22' 11" OL | 61043-CLT-0006-01 Info | Oude commanderie van de Tempelorde: muren, torens, ruïnes van het huis                                                                            |
| Kasteel van Tour-au-Bois | 1791               | Villers-Le-Temple | rue Tour-au-Bois et alentours (S)                                                    | 50° 31' 7" NB, 5° 21' 27" OL  | 61043-CLT-0007-01 Info | Kasteel van Tour-au-Bois |
| Kasteel van Tour-au-Bois: gevels en daken, trap, ovale salon en open haarden in de kamers op de eerste verdieping en de rijweg op de begane grond |                    | Villers-Le-Temple | rue de la Tour-au-Bois n° 235                                                        | 50° 31' 8" NB, 5° 21' 46" OL  | 61043-CLT-0008-01 Info | Kasteel van Tour-au-Bois: gevels en daken, trap, ovale salon en open haarden in de kamers op de eerste verdieping en de rijweg op de begane grond |
| Abdijhoeve: gevels en daken |                    | Villers-Le-Temple | n°180                                                                                | 50° 30' 53" NB, 5° 21' 50" OL | 61043-CLT-0009-01 Info | Abdijhoeve: gevels en daken |
| Kruis en aangezicht van de kapel |                    | Yernée-Fraineux   | rue de la Chapelle, contre le n° 15, sise dans le site classé par A.R. du 09/01/1978 | 50° 30' 49" NB, 5° 23' 52" OL | 61043-CLT-0010-01 Info | |
| Herenhuis van Tour: huis, donjon, en trappenhuis aan de achterzijde                                                                               |                    | Villers-le-Temple | rue Joseph Pierco, n° 42                                                             | 50° 30' 29" NB, 5° 22' 3" OL  | 61043-CLT-0011-01 Info | Herenhuis van Tour: huis, donjon, en trappenhuis aan de achterzijde                                                                               |
| Toren van de kasteelhoeve |                    |                   | Nandrin                                                                              | 50° 30' 24" NB, 5° 25' 17" OL | 61043-CLT-0015-01 Info | Toren van de kasteelhoeve |